# Post & Tele Museum
Post & Tele Museum var et museum beliggende i Købmagergade i København. Museet fraflyttede adressen ved udgangen af 2015 og flyttede til Øster Alle i København, hvor det genåbnede som Enigma - Museum for Post, Tele og Kommunikation 6. januar 2017.
Museet i Købmagergade havde udstillinger om alt fra postvæsenet på Christian 4.'s tid, til telegrafens opfindelse, frem til nutidens mobiltelefoner og internet. Museet var også hjemsted for Danmarks største frimærkesamling, hvor der ud over frimærker fra Danmark er over 400.000 udenlandske frimærker. Samlingen er fortsat i ENIGMAs varetægt.

## Historie
Museet åbnede oprindeligt i 1913 i Tietgensgade som Dansk Postmuseum. Museets samling var baseret på de genstande, som overpostmester Jens Wilcken Mørch var begyndt at samle, kort tid efter at han blev ansat i postvæsenet i 1856. Han overdrog sin samling til postvæsenet i 1907, men der var ikke plads til at udstille den. Da Centralpostbygningen i Tietgensgade blev taget i brug i 1912, fik museet imidlertid tildelt tre lokaler på tilsammen 310 m². Samtidig overtog museet Genereldirektoratets frimærkesamling.
I 1919 måtte museet lukke for at give plads til det nyoprettede postgirokontor. Da postgirokontoret forlod bygningen i 1925 kunne museet flytte ind igen, og det genåbnede i 1926. Året efter blev postvæsenet slået sammen med telegrafvæsenet, og det blev besluttet at udvide museet med en samling af deres ting. Den nye del blev indviet 21. maj 1931, og museet blev i den forbindelse omdøbt til Dansk Post- og Telegrafmuseum.
I juli 1940 måtte museet rømme afdelingen for post efter krav fra den tyske besættelsesmagt, da pladsen skulle bruges til brevcensur. Imens måtte samlingen opmagasineres i teleafdelingen. Museet blev genåbnet i 1945, men da indsamlingen af genstande var fortsat i krigsårene, var pladsmanglen følelig. Museet fik dog ikke mere plads af den grund men måtte tværtimod afgive 50 m².
I 1954 blev museet pålagt at flytte af Generaldirektoratet. På samme tid stod Københavns Bymuseum imidlertid for at flytte til den tidligere kongelige skydebanes bygning på Vesterbrogade 59, og her var der plads i sidefløjen til Dansk Post- og Telegrafmuseum. Museet blev indviet på den nye adresse 15. september 1956, hvor man samtidig kunne glæde sig over at udstillingsarealet nu var på 650 m². Med tiden fik begge museer imidlertid pladsmangel, så da Teletjenesten i 1984 skulle fraflytte en ejendom i Valkendorfsgade 7-9 benyttede man chancen for at flytte hertil. Nu havde man så et bruttoareal på 1.475 m² i en bygning, der tilmed var historisk interessant, idet der var blevet trykt frimærker i den fra 1852 til 1933.
Museet holdt til i Valkendorfsgade, indtil det genåbnede som Post & Tele Museum med 3.000 m² til rådighed i Købmagergade 37 i oktober 1998. Bygningen man rykkede ind i blev i øvrigt oprindeligt opført i nybarok i 1916-1925 af arkitekten Andreas Clemmensen og var sæde for Hovedtelegrafen og Statstelefonen. Museet holdt til her indtil udgangen af 2015, hvorefter det lukkede ned for flytning til det tidligere posthus på Øster Allé. Her genåbnedes museet som Enigma 6. januar 2017.